# 経学
経学（けいがく）とは、儒教の経典（経書）を研究・解釈する学問分野の名称。

## 概要
旧中国（王朝時代の中国）において、儒教の聖典である経書の権威を是認し、その前提の下に経書に現れた聖王ないし聖人の発言趣旨を解読しようとする学問。経書の注釈、ないしそれに類する総合的論究を指す場合が一般的であるが、より広く経書の成立や学説の継承などについて研究する場合、さらに拡大しては古典世界の解明も含まれる場合がある。現在では、経学的権威を認めず、形態的に旧来の経学研究に類似する研究を行う場合も、経学の名で呼ばれる場合がある。
経学の歴史は以下のように三分され、学術傾向を異にしている。
1. 漢代を代表とするもの。経書の字句解説である訓詁を主とし、その考究によって聖王の古義を明らかにしようとする。訓詁学。
2. 宋代を代表とするもの。聖人の心を自分の心に体得し、自分が聖人になるべきとする[1]。宋学。
3. 清代を代表とするもの。漢代の学問（漢学）に復古するため、「実事求是」を標榜し、文献分析を主とする学問。清朝考証学。

## 経学の対象
経学が研究の対象とするのは、儒教において最も重視された「経書」と呼ばれる古典群である。易・書・詩・礼・楽・春秋の六種（六経）である。このうち、楽経は書物ではなく、楽譜であった。そのため後世には、書物として伝わった易・書・詩・礼・春秋の5種類（五経）が伝えられた。なお、易を頂点とする易・書・詩……という経書の配列方法は、漢代に決定されたものである。
各経書のテキストにも異同が多い。最も大きい異同は今文と古文との異同である。今文古文の相違は、秦の焚書によって失われた経書の継承にかかっている。即ち、焚書によって経書を失つた経学者は、口伝的方法によって経文とその解釈を継承した。彼等は、漢代の儒学復興時に、漢代に通用していた文字に書き写したが、それが今文である。一方、焚書の難を逃れるため、経書を隠したものがいた。それらの書物は、漢代の経学復興時に漸次発見された。その書物は先秦の文字で書かれてあるため古文と呼ばれた。このように、今文と古文との相違は、経書の伝承の問題に過ぎず、書物で伝わった古文の方が正確であったとされる。しかし今文・古文の背後に存在する政治的問題や、古文の読解過程やその発見時の偽作などの問題が交わり、経学史上に複雑な影を落とした。ただ現存するテキストは殆んどが古文の経書である。
- 易経
周易と呼ばれる。夏王朝の連山、殷王朝の帰蔵に対し、周王朝の易という意味とする説がある。漢代以前は『周易』と呼ばれ、宋代以後は『易経』と呼ばれる場合が多い。本来は占筮（占い）の書であるが、魏の王弼は人間の本質（義理）を講説するものとして義理易なる学問が提起した。今文には施氏・孟氏・梁丘氏・京氏の四家、古文には高氏・費氏の二家が存在する。現存するものは費氏系のテキストである。

- 書経
先秦時代の文献には単に書とされる。漢代は『尚書』と呼ばれ、宋代以後には『書経』と呼ばれるようになった。古の聖王の政治的宣言を集めたもの。一般には尚書百篇とされるが、本当に百篇存在したか否かは学説によって分かれる。今文には欧陽氏・大夏侯氏・小夏侯氏があり、古文には孔安国のものがあった。現存する『尚書』は、今文尚書と合致する古文系テキスト（真古文尚書）と、東晋時代に偽作されたとされた偽古文尚書の合体したものである。

- 詩経
先秦時代の文献には単に詩とされる。現代まで伝わったテキストが漢代古文学の一派毛氏のテキストであったことから、『毛詩』と呼ばれる。宋代以後には『詩経』と呼ばれるようになった。『毛詩』は本来、恋愛や悲哀などを歌ったものであるが、漢代の詩学は、そのような詩本文の直接的意味を解読するのではなく、詩の文字を直接的意味と切り離し、政治的意味に解釈する学問であった。一方、宋代の詩研究は、詩の本来的意味を追求する方面に重きを置くようになった。今文には申氏・轅氏・韓氏の三家が存在し、古文には毛氏があった。

- 三礼
現在、正式には礼経なる書物は存在しない。礼経に関連する書物に、『儀礼』『周礼』『礼記』の三書がある。この三書を「三礼」と総称する。この中、『儀礼』が礼経であると考えられるが、現在の『儀礼』には士礼しか含まれていないため、現存『儀礼』は完全な礼経の一部であるとする学説と、本来は士礼のみであったとする学説との論争が止まない。『儀礼』は士の行う礼儀作法を説いたものである。なお『儀礼』は今文である。
南北朝時代以後に支配的地位を占めたのが『礼記』である。『礼記』とは「礼」の「記」という意味である。この場合の「記」とは、注釈を意味する。即ち『礼記』は、本来礼経の注釈的書物であった。しかし漸次勢力を得、唐代の官選注釈書『五経正義』の礼部門に選ばれた。宋代以後はその地位も相対化されたが、明の『五経大全』の一つにも『礼記』が選ばれ、礼経の正統的地位を保持しつづけた。『礼記』は先秦の経学者によって書かれたと伝承される部分もあるが、殆んどは漢代の経学者の手になるものである。現行本『礼記』は、漢代の戴聖の手に成ったと云われている。
『周礼』は前漢末期に劉歆が発見した書物で、周の礼制を詳説したものである。しかし書物の成立や内容に不安な部分が多く、戦国時代に捏造された書物であるという説や、発見者劉歆の偽造したものであるという説が横行した。一方、礼の制度的側面を重視する『周礼』は、前漢末に革命を起こした王莽を始め、宋の王安石など、一部には熱烈な信奉者も生み出した。『周礼』は歴代王朝、常に賛否の分かれた書物であった。なお『周礼』は古文しか存在しない。

- 楽経
現在、楽経なる書物は存在しない。楽経は楽譜であったとする説や音楽理論書であったとする説、音楽そのものであったとする説がある。

- 春秋経
現在、正確には春秋経は単独に現存しない。現存する春秋経は、先秦より漢代に春秋経を解釈した『春秋左氏伝』『春秋公羊伝』『春秋穀梁伝』の三書に引用された「経」の部分を指す。単に春秋と呼ばれる場合が多い。春秋経は、魯の国史を下敷きに孔子が筆削を加え、微妙な文字の差異に褒貶を込めたとされる書物である。また公羊学説では、孔子が弟子に百二十ヶ国の歴史書を集めさせ、それを取捨して作ったものが春秋経であったと主張する一説もあった。今文は『公羊伝』と『穀梁伝』であり、古文は『左氏伝』である。

## 経学の歴史

### 漢代

#### 今文学
漢武帝の時に、五経博士が立てられ、一つの経書ごとに博士が置かれた。博士とその弟子が経書を伝習するうちに、徐々に「師説」が形成され、経学の中に学派が生じた。この五経博士にはもともと七家が建てられていたが、徐々に増加し、後漢の光武帝の時には十四家の博士が置かれた。『後漢書』儒林伝の記述に拠ると、十四家の内訳は以下である。
1. 『易』：施・孟・梁丘・京
2. 『尚書』：欧陽・大夏侯・小夏侯
3. 『詩』：斉・魯・韓
4. 『礼』：大戴・小戴
5. 『春秋』：厳・顔

以上の博士を中心に進められた経学は「今文学」と呼ばれ、後漢の末年に至るまでその地位を保った。今文学の特色は、「微言大義」を明らかにすることで孔子の思想を明らかにし，儒教の学説を継承・発揚することである。特に、『春秋』の解釈書の一つである春秋公羊伝を重視した。代表的な学者に董仲舒がいる。董仲舒が公羊学から災異・符瑞・天人感応の説を立てたことから、今文学は徐々に讖緯の学に流れ、神学化するようになった。

#### 古文学
これに対し、前漢末ごろから「古文学」が勃興する。古文学が拠った経書は前漢中期以降に民間で発見された古書であり、これらが先秦の古い字体で書かれていたことから、古文学の名が起こった。古文には、魯恭王が孔子の旧宅から発見したものなどがあり、これらの古文の研究を深めた学派を古文学と呼ぶ。
古文学は、新の王莽が政権を握った際、劉歆が古文学を推し進め、博士として建てられた。後漢に入ると、古文学は博士には立てられず、その研究は民間において進められることとなったが、その影響力は次第に大きくなり、最終的には今文学を圧倒することになる。今文学は、師説の束縛を受け、学説に硬直化の傾向が見られた反面、古文学では比較的自由かつ簡明に学問が進められ、讖緯を取り入れることも少なかった。古文学の代表的な学者として、賈逵・許慎・馬融・服虔・盧植などがいる。
古文学と今文学の相違は、文字や篇章にあるだけではなく，その解釈方法・研究方法にもあった。今文学では、孔子は素王とみなされ、経書は全て孔子の制作で、孔子の政治思想が託されたものであるされる。一方、古文学では、孔子は古来の聖王にまつわる文献を整理・保存した者とされた。したがって、今文学は孔子の微言大義を闡明することに重点を置き、古文学は経書本文の理解と典章制度の解明に力を注いだ。
古文学と今文学は必ずしも対立しあったわけではなく、互いに学説を取り入れたり、両者を調停しようという試みもあった。後漢の初めには、白虎観会議が開催され、学者を集めて議論をさせて、経義の統一が図られた。この成果は、班固によって整理され、『白虎通義』として今に伝わる。後漢の末になると、今文・古文の両方に通じた学者である鄭玄の手によって、両者を取り入れた経書の注釈が完成し、両者の争いは一旦終焉を迎えた。
また、後漢になると、経学において経書に対して注釈を附す形式が盛んに用いられるようになり、これは漢代以降も同様の傾向が続くことになる。ここから、経学は「注釈学」と呼ばれることもある。漢代の主要な成果として、何休の『春秋公羊解詁』や、鄭玄の三礼注（『周礼』注、『儀礼』注、『礼記』注）などが今に伝わる。

### 魏晋南北朝
魏・晋になると、鄭玄の注釈に対抗する動きが現れ、王粛らが新たな注釈を作った。王粛が司馬炎の外祖父であった関係もあり、王学も官学に列せられることになり、王学と鄭学の争いが生まれることになった。これは学説上の争いであると同時に、政治上の争いでもあった。
更に、王弼や何晏によっても新たな注釈が作られた。王弼は『周易』に注したが、これは漢代の「象数易」を廃して「義理易」という思弁的な易学を切り開いたものである。また、何晏は『論語集解』を作り、漢代以来の諸家の説を整理した。彼らの学術成果には、玄学の影響があることが指摘されている。
南北朝時代に入ると、義疏という形式が発展する中で、経学も南学・北学に分裂した。『北史』儒林伝の記載によると、以下の傾向に分かれる。
- 南学：『易』は王弼注、『尚書』は偽孔安国伝、『春秋左氏伝』は杜預注。
- 北学：『易』と『尚書』は鄭玄注、『春秋左氏伝』は服虔注。

### 隋唐
唐代に至るまでに、経学は古文学・今文学、鄭学・王学、南学・北学など様々に分裂し、多くの学説が生まれていた。これらを集大成し、公定の経義を統一的に示すため、唐の太宗の時に孔穎達らによって『五経正義』が編纂された。この編纂は、科挙に用いるための教科書を作ることを目的としていたほか、政府が王朝としての正統性を持つことを示す意味合いもあった。
この時期の経学は、朝鮮や日本にも伝来し、法律の整備や君主権力の誇示のために利用された。

### 宋代
宋代に入ると、比較的自由な心性、批判的知性に基づく「宋学」が盛んになった。その集大成として、南宋の朱熹によって朱子学が勃興した。これは、王朝イデオロギーとしての儒教の実践を、その担い手である士大夫の意識にまで内面化したもので、その哲学として理気説が唱えられた。朱子学によって、『論語』と『孟子』、更に『礼記』の中の一篇であった『大学』と『中庸』が重視され、「四書」と呼称された。今、経書を「四書五経」と総称する名の起こりはこの時である。

### 明代
明代になると、朱子学が科挙のための教養となり、次第に形骸化したことに対する反発が生じた。ここから王陽明は、以前までの経書を通して聖人の教えを学びそれを実行に移すという発想を転換し、真の知は人間の心の中にもとから備わっていることを強調した。これが陽明学である。陽明学は、経書を相対化する方向性を持ち合わせており、後には反儒教的な傾向を生じせしめた。これにより、経書研究としての経学は退潮した。
また、明代の儒者である朱舜水は、『春秋』を核心とする尊王攘夷の思想を唱え、日本において水戸学に影響を与えた。

### 清代
清代になると、陽明学への反発と、文字の獄によって政治的な色彩を持つ学問が敬遠されたことをきっかけに、文献の実学や考証に重きを置いた経学が発達した。これを考証学と呼ぶ。考証学においては、大量の古典籍を文字学・音韻学・訓詁学といった言語学的な方法を用いて分析することで、経書の本義を明らかにしようと試みた。

## 日本における経学
日本においては、儒教の経典を解釈・研究する学問の意味に用いられ、経業・明経とも称された。日本では学令に定められた中国の注釈書などを参考にして訓詁を行うことを主としており、諸本を校合してテキストとすべき文章を確定させ、諸注を参考に訓点を施すことが行われた。中国ほど盛んではなかったものの、文中の訓詁や解釈について論議が行われることもあった。しかし、平安時代後期には経学は博士家の家学としてその学説を固守するようになり、わずかな訓点の違いを巡って博士家同士が対立することに終始するなど、学問としての実体は次第に形骸化していった。